# Kay Espenhayn
Kay Espenhayn (* 20. August 1968 in Leipzig; † 15. September 2002 ebenda) war eine deutsche Schwimmerin im Behindertensport.

## Leben
Kay Espenhayn besuchte von 1975 bis 1985 in Leipzig die POS, absolvierte danach ein soziales Jahr und begann 1986 eine Lehre zur MTA. Ab 1989 arbeitete sie in diesem Beruf im Diakonissenkrankenhaus Leipzig und später im Klinikum St. Georg Leipzig in der Ernährungs-Diagnostik.
Seit Anfang 1993 war sie nach einer Bandscheibenvorfall-Operation unterhalb der Lendenwirbel an den Gliedmaßen gelähmt. Sie wurde Mitglied des Behindertensportvereins Leipzig und begann dort bei dem Trainer Hanno Mertens mit dem Schwimmsport. Sie schwamm in allen vier olympischen Disziplinen auf den Strecken von 50 Meter bis 200 Meter. Auch als 1995 bei einem Autounfall vier weitere Wirbel verletzt wurden, setzte sie ihr Training fort und erzielte Erfolge bei den Deutschen Meisterschaften, den Europameisterschaften und den Paralympischen Spielen.
Seit 2001 war Kay Espenhayn Botschafterin des Kinderhilfswerks UNICEF.
Ihre sportliche Konkurrentin Mayumi Narita besuchte im Jahr 2004 nach den Paralympics Athen mit einem japanischen Fernsehteam Leipzig, um einen Beitrag über Kay Espenhayn zu drehen. Dabei überreichte sie der Mutter Monika Espenhayn am Grab von Kay Espenhayn eine ihrer in Athen gewonnenen Goldmedaillen.

## Erfolge
- 1994: Deutsche Meisterschaften: 2 × Deutsche Meisterin, 3 × Zweite
- 1995: Deutsche Meisterschaften: 2 × Deutsche Meisterin, 4 × Zweite
- 1995: Europameisterschaften Perpignan: 4 × Europameisterin, 1 × Zweite
- 1996: Deutsche Meisterschaften: 6 × Deutsche Meisterin
- 1996: Paralympics Atlanta: 3 Goldmedaillen, 2 Silbermedaillen, 1 Bronzemedaille
- 2000: Paralympics Sydney: 5 Silbermedaillen
- 2001: Europameisterschaften Stockholm: 6 × Europameisterin, 1 × Dritte

Kay Espenhayn stellte mehrere Weltrekorde auf, darunter im Jahr 1996 in Atlanta über 150 Meter Lagen (2:56,98 min), 2000 in Berlin über 100 Meter Rücken (1:52,72 min) und 2001 in Stockholm über 50 Meter Rücken (48,93 sec).

## Ehrungen
- 1996: Sachsens Sportlerin des Jahres
- 1997: Bild Osgar
- 1997, 2001: Silbernes Lorbeerblatt
- 1999: Eintrag in das Goldene Buch des Freistaates Sachsen[2]
- 2000, 2001: Leipziger Sportlerin des Jahres
- 2003: Verleihung der Sächsischen Sportkrone „Lebenswerk“ posthum
- 2004: Pflanzung eines Patenbaums mit Stele und Widmungsschild an der Arena Leipzig[2]

Seit 2005 führt die Sportoberschule Leipzig jährlich einen Kay-Espenhayn-Gedenklauf (heute als Kay-Espenhayn-Spendenlauf) durch.
Mehrere ihrer Medaillen und Urkunden sind im Sportmuseum Leipzig ausgestellt.